# Charles Stevenson (philosophe)
Pour les articles homonymes, voir Charles Stevenson.
Charles Leslie Stevenson (né le 27 juin 1908 – mort le 14 mars 1979) est un philosophie analytique américain surtout connu pour ses travaux en éthique et esthétique. Il a été professeur à l'université Yale de 1939 à 1946, puis à l'université du Michigan de 1946 à 1977.  Il a étudié en Angleterre auprès de Wittgenstein et George Edward Moore. Parmi ses étudiants, on compte notamment Joel Feinberg (en).
Adepte de l'émotivisme, ses publications The Emotive Meaning of Ethical Terms (1937) et Persuasive Definitions (1938), ainsi que son livre Ethics and Language (en) (1944) approfondissent le sujet et établissent une fondation pour sa théorie de la persuasive definition (en).